# سوت‌کش شمالی
سوت‌کش شمالی (نام علمی: Schiffornis veraepacis) نام یک گونه از سرده سوت‌کش‌ها است.